# Kabinet-Eisenhower
Het kabinet–Eisenhower was de uitvoerende macht van de Amerikaanse overheid van 20 januari 1953 tot 20 januari 1961. Generaal Dwight D. Eisenhower uit Kansas van de Republikeinse Partij, de voormalig opperbevelhebber van de geallieerden tijdens Tweede Wereldoorlog werd gekozen als de 34e president van de Verenigde Staten na het winnen van de presidentsverkiezingen van 1952 van de kandidaat van de Democratische Partij, zittend gouverneur van Illinois Adlai Stevenson II. Eisenhower werd herkozen voor een tweede termijn in 1956 na het wederom verslaan van de Democratische kandidaat zijn rivaal van de vorige verkiezing Adlai Stevenson II.

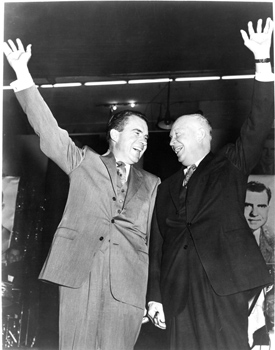
Vicepresident Richard Nixon en president Dwight D. Eisenhower tijdens een bijeenkomst in Californië op 18 juli 1956.

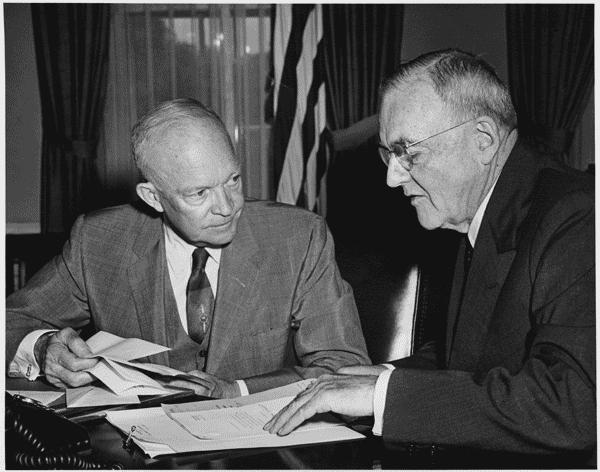
President Dwight D. Eisenhower en minister van Buitenlandse Zaken John Foster Dulles in de Oval Office tijdens bijeenkomst in het Witte Huis op 14 augustus 1956.

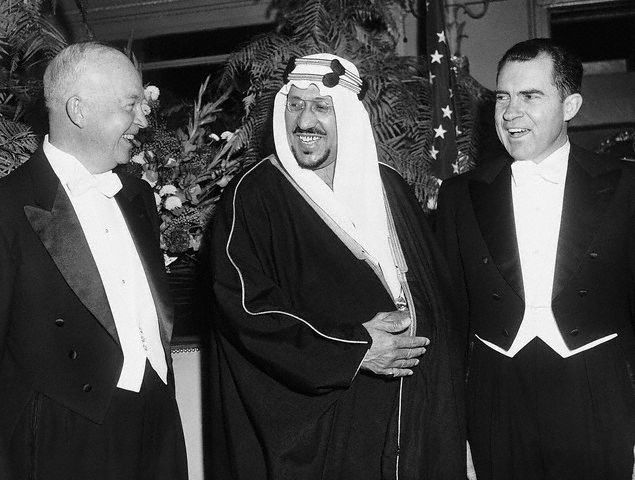
President Dwight D. Eisenhower, minister van Buitenlandse Zaken John Foster Dulles en koning van Saoedi-Arabië Saoed en vicepresident Richard Nixon tijdens een bijeenkomst in het Mayflower Hotel in Washington op 8 maart 1957.

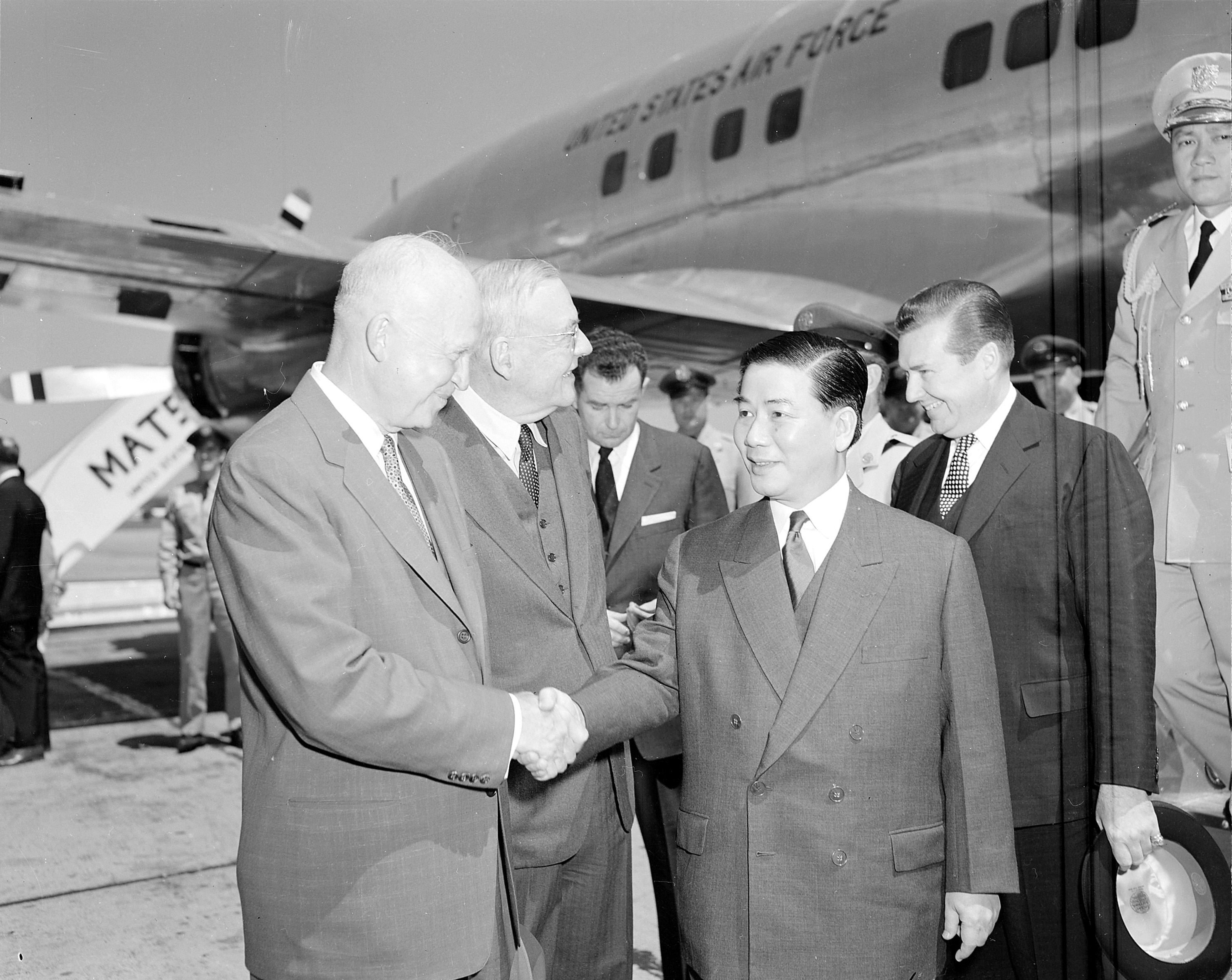
President Dwight D. Eisenhower, minister van Buitenlandse Zaken John Foster Dulles en president van Zuid-Vietnam Ngô Đình Diệm tijdens een ontvangst op Washington National Airport op 8 mei 1957.

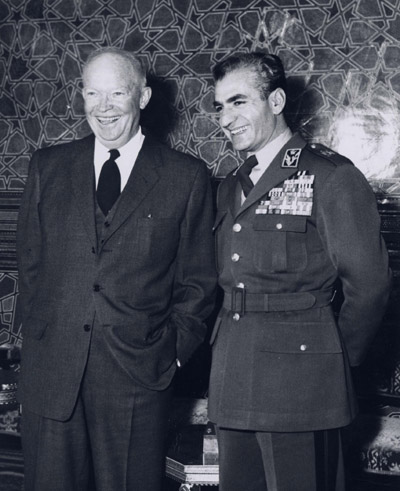
President Dwight D. Eisenhower en Sjah van Iran Mohammad Reza Pahlavi tijdens een bezoek aan Teheran op 15 februari 1959.

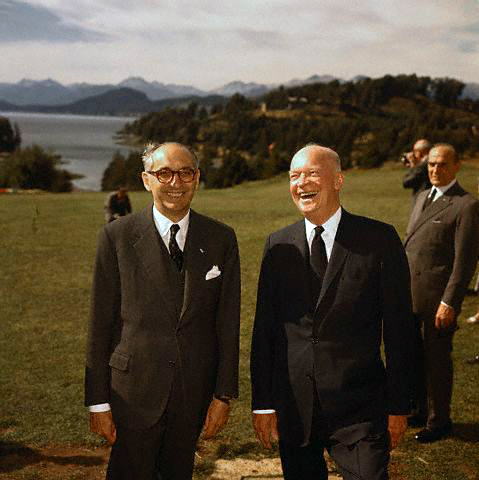
President van Argentinië Arturo Frondizi en president Dwight D. Eisenhower tijdens een bezoek aan Bariloche op 3 februari 1960.

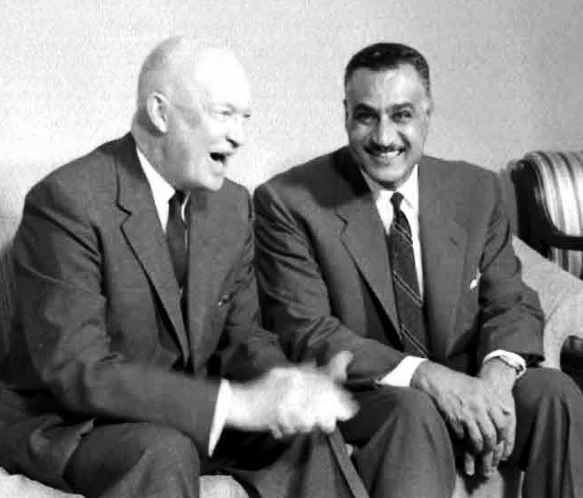
President Dwight D. Eisenhower en president van Egypte Gamal Abdel Nasser tijdens een bijeenkomst in New York op 25 september 1960.

| Nr.                  | Functie(s) | Functie(s)                                          | Ambtsbekleder         | Ambtsbekleder                                | Ambtstermijn     | Ambtstermijn      | Partij(en) |
| -------------------- | ---------- | --------------------------------------------------- | --------------------- | -------------------------------------------- | ---------------- | ----------------- | ---------- |
| 34                   |            | President van de Verenigde Staten                   | Dwight D. Eisenhower  | Dwight D. Eisenhower (1890–1969)             | 20 januari 1953  | 20 januari 1961   | R          |
| 36                   |            | Vicepresident van de Verenigde Staten               | Richard Nixon         | Richard Nixon (1913–1994)                    | 20 januari 1953  | 20 januari 1961   | R          |
| Kabinet              |            |                                                     |                       |                                              |                  |                   |            |
| Nr.                  | Functie(s) | Functie(s)                                          | Ambtsbekleder         | Ambtsbekleder                                | Ambtstermijn     | Ambtstermijn      | Partij(en) |
| 52                   |            | Minister van Buitenlandse Zaken                     | John Foster Dulles    | John Foster Dulles (1888–1959)               | 20 januari 1953  | 22 april 1959     | R          |
| 53                   |            | Minister van Buitenlandse Zaken                     | Christian Herter      | Christian Herter (1895–1966)                 | 22 april 1959    | 20 januari 1961   | R          |
| 55                   |            | Minister van Financiën                              | George Humphrey       | George Humphrey (1890–1970)                  | 20 januari 1953  | 29 juli 1957      | R          |
| 56                   |            | Minister van Financiën                              | Robert Anderson       | Robert Anderson (1910–1989)                  | 29 juli 1957     | 20 januari 1961   | R          |
| 5                    |            | Minister van Defensie                               | Charles Wilson        | Charles Wilson (1890–1961)                   | 20 januari 1953  | 8 oktober 1957    | R          |
| 6                    |            | Minister van Defensie                               | Neil McElroy          | Neil McElroy (1904–1972)                     | 8 oktober 1957   | 1 december 1959   | R          |
| 7                    |            | Minister van Defensie                               | Thomas Gates          | Thomas Gates (1906–1983)                     | 1 december 1959  | 20 januari 1961   | R          |
| 62                   |            | Minister van Justitie                               | Herbert Brownell      | Herbert Brownell (1904–1996)                 | 20 januari 1953  | 23 oktober 1957   | R          |
| 63                   |            | Minister van Justitie                               | William Rogers        | William Pierce Rogers (1913–2001)            | 23 oktober 1957  | 20 januari 1961   | R          |
| 35                   |            | Minister van Binnenlandse Zaken                     | Douglas McKayl        | Douglas McKay (1893–1959)                    | 20 januari 1953  | 15 april 1956     | R          |
| [ 2 ]                |            | Minister van Binnenlandse Zaken                     |                       | Clarence Davis (1894–1974)                   | 15 april 1956    | 8 juni 1956       | R          |
| 36                   |            | Minister van Binnenlandse Zaken                     | Fred Seaton           | Fred Seaton (1909–1974)                      | 8 juni 1956      | 20 januari 1961   | R          |
| 15                   |            | Minister van Landbouw                               | Ezra Benson           | Ezra Benson (1899–1994)                      | 20 januari 1953  | 20 januari 1961   | R          |
| 13                   |            | Minister van Economische Zaken                      | Sinclair Weeks        | Sinclair Weeks (1893–1972)                   | 20 januari 1953  | 10 november 1958  | R          |
| [ 2 ]                |            | Minister van Economische Zaken                      | Lewis Strauss         | Lewis Strauss (1896–1974)                    | 10 november 1958 | 30 juni 1959      | R          |
| 14                   |            | Minister van Economische Zaken                      | Frederick Mueller     | Frederick Mueller (1893–1976)                | 30 juni 1959     | 20 januari 1961   | R          |
| 7                    |            | Minister van Arbeid                                 | Martin Durkin         | Martin Durkin (1894–1955)                    | 20 januari 1953  | 10 september 1953 | D          |
| Vacant               |            | Minister van Arbeid                                 |                       |                                              |                  |                   |            |
| 8                    |            | Minister van Arbeid                                 | James Paul Mitchell   | James Paul Mitchell (1900–1964)              | 9 oktober 1953   | 20 januari 1961   | R          |
| 1                    |            | Minister van Volksgezondheid, Onderwijs en Welzijn  | Oveta Culp Hobby      | Oveta Culp Hobby (1905–1995)                 | 11 april 1953    | 1 augustus 1955   | R          |
| 2                    |            | Minister van Volksgezondheid, Onderwijs en Welzijn  | Marion Folsom         | Marion Folsom (1893–1876)                    | 1 augustus 1955  | 1 augustus 1958   | R          |
| 3                    |            | Minister van Volksgezondheid, Onderwijs en Welzijn  | Arthur Flemming       | Arthur Flemming (1905–1996)                  | 1 augustus 1958  | 20 januari 1961   | R          |
| 57                   |            | Minister van Posterijen                             |                       | Arthur Summerfield (1899–1971)               | 20 januari 1953  | 20 januari 1961   | R          |
| Executive Office     |            |                                                     |                       |                                              |                  |                   |            |
| Nr.                  | Functie    | Functie                                             | Ambtsbekleder         | Ambtsbekleder                                | Ambtstermijn     | Ambtstermijn      | Partij     |
| 2                    |            | Stafchef van het Witte Huis                         | Sherman Adams         | Sherman Adams (1899–1986)                    | 20 januari 1953  | 7 oktober 1958    | R          |
| 3                    |            | Stafchef van het Witte Huis                         | Wilton Persons        | Wilton Persons (1896–1977)                   | 7 oktober 1958   | 20 januari 1961   | R          |
| 1                    |            | Nationaal Veiligheidsadviseur                       |                       | Robert Cutler (1895–1974)                    | 23 maart 1953    | 2 april 1955      | R          |
| 2                    |            | Nationaal Veiligheidsadviseur                       |                       | Dillon Anderson (1906–1974)                  | 2 april 1955     | 1 september 1956  | R          |
| 3                    |            | Nationaal Veiligheidsadviseur                       | William Jackson       | William Jackson (1901–1971)                  | 1 september 1956 | 7 januari 1957    | R          |
| 4                    |            | Nationaal Veiligheidsadviseur                       |                       | Robert Cutler (1895–1974)                    | 7 januari 1957   | 24 juni 1958      | R          |
| 5                    |            | Nationaal Veiligheidsadviseur                       | Gordon Gray           | Gordon Gray (1909–1982)                      | 24 juni 1958     | 20 januari 1961   | R          |
| 4                    |            | Juridisch Adviseur                                  |                       | Bernard Shanley (1903–1992)                  | 20 januari 1953  | 20 februari 1956  | R          |
| 5                    |            | Juridisch Adviseur                                  |                       | Gerald Morgan (1908–1976)                    | 20 februari 1956 | 5 november 1958   | R          |
| 6                    |            | Juridisch Adviseur                                  |                       | David Kendall (1903–1976)                    | 5 november 1958  | 20 januari 1961   | R          |
| 10                   |            | Directeur van het Bureau voor Management en Budget  |                       | Joseph Dodge (1890–1964)                     | 20 januari 1953  | 15 april 1954     | R          |
| 11                   |            | Directeur van het Bureau voor Management en Budget  |                       | Rowland Hughes (1896–1957)                   | 15 april 1954    | 1 april 1956      | R          |
| 12                   |            | Directeur van het Bureau voor Management en Budget  |                       | Percival Brundage (1892–1979)                | 1 april 1956     | 18 maart 1958     | R          |
| 13                   |            | Directeur van het Bureau voor Management en Budget  | Maurice Stans         | Maurice Stans (1908–1998)                    | 18 maart 1958    | 20 januari 1961   | R          |
| 6                    |            | Perschef van het Witte Huis                         | James Hagerty         | James Hagerty (1909–1981)                    | 20 januari 1953  | 20 januari 1961   | R          |
| Buitenlands Beleid   |            |                                                     |                       |                                              |                  |                   |            |
| Nr.                  | Functie    | Functie                                             | Ambtsbekleder         | Ambtsbekleder                                | Ambtstermijn     | Ambtstermijn      | Partij     |
| 2                    |            | Ambassadeur naar de Verenigde Naties                | Warren Austin         | Warren Austin (1877–1962)                    | 14 januari 1947  | 22 januari 1953   | R          |
| 3                    |            | Ambassadeur naar de Verenigde Naties                | Henry Cabot Lodge jr. | Henry Cabot Lodge jr. (1902–1985)            | 22 januari 1953  | 8 september 1960  | R          |
| 4                    |            | Ambassadeur naar de Verenigde Naties                | Jerry Wadsworth       | Jerry Wadsworth (1905–1984)                  | 8 september 1960 | 20 januari 1961   | R          |
| Agentschapen         |            |                                                     |                       |                                              |                  |                   |            |
| Nr.                  | Functie    | Functie                                             | Ambtsbekleder         | Ambtsbekleder                                | Ambtstermijn     | Ambtstermijn      | Partij     |
| 1                    |            | Directeur van de Small Business Administration      |                       | William Mitchell (1893–1970)                 | 1 augustus 1953  | 30 oktober 1953   | R          |
| Vacant               |            | Directeur van de Small Business Administration      |                       |                                              |                  |                   |            |
| 2                    |            | Directeur van de Small Business Administration      |                       | Wendell Barnes (1909–1985)                   | 10 februari 1954 | 20 november 1959  | R          |
| 3                    |            | Directeur van de Small Business Administration      |                       | Philip McCallum (1914–1995)                  | 20 november 1959 | 20 januari 1961   | R          |
| 1                    |            | Administrateur van NASA                             | Keith Glennan         | Keith Glennan (1905–1995)                    | 18 augustus 1958 | 20 januari 1961   | R          |
| 8                    |            | Voorzitter van de Federal Communications Commission | Paul Walker           | Paul Walker (1881–1965)                      | 28 februari 1952 | 17 april 1953     | D          |
| 9                    |            | Voorzitter van de Federal Communications Commission | Rosel Hyde            | Rosel Hyde (1900–1992)                       | 17 april 1953    | 4 oktober 1954    | R          |
| 10                   |            | Voorzitter van de Federal Communications Commission |                       | George McConnaughey (1897–1966)              | 4 oktober 1954   | 1 juli 1957       | R          |
| 11                   |            | Voorzitter van de Federal Communications Commission |                       | John Doerfer (1904–1992)                     | 1 juli 1957      | 15 maart 1960     | R          |
| 12                   |            | Voorzitter van de Federal Communications Commission |                       | Frederick Ford (1909–1986)                   | 15 maart 1960    | 1 maart 1961      | R          |
| Inlichtingendiensten |            |                                                     |                       |                                              |                  |                   |            |
| Nr.                  | Functie    | Functie                                             | Ambtsbekleder         | Ambtsbekleder                                | Ambtstermijn     | Ambtstermijn      | Partij     |
| 4                    |            | Directeur van de Central Intelligence Agency        | Walter Bedell Smith   | General Walter Bedell Smith (1895–1961)      | 7 oktober 1950   | 9 februari 1953   | O          |
| 5                    |            | Directeur van de Central Intelligence Agency        | Allen Dulles          | Allen Dulles (1893–1969)                     | 9 februari 1953  | 29 november 1961  | R          |
| 1                    |            | Directeur van de Federal Bureau of Investigation    | J. Edgar Hoover       | J. Edgar Hoover (1895–1972)                  | 1 maart 1935     | 2 mei 1972        | O          |
| Economisch Beleid    |            |                                                     |                       |                                              |                  |                   |            |
| Nr.                  | Functie    | Functie                                             | Ambtsbekleder         | Ambtsbekleder                                | Ambtstermijn     | Ambtstermijn      | Partij     |
| 9                    |            | Voorzitter van het Federal Reserve System           | Bill Martin           | Bill Martin (1906–1998)                      | 1 april 1951     | 1 februari 1970   | D          |
| Krijgsmacht          |            |                                                     |                       |                                              |                  |                   |            |
| Nr.                  | Functie    | Functie                                             | Ambtsbekleder         | Ambtsbekleder                                | Ambtstermijn     | Ambtstermijn      | Partij     |
| 1                    |            | Chairman of the Joint Chiefs of Staff               | Omar Bradley          | General of the Army Omar Bradley (1893–1981) | 19 augustus 1949 | 15 augustus 1953  |            |
| 2                    |            | Chairman of the Joint Chiefs of Staff               | Arthur Radford        | Admiral Arthur Radford (1896–1973)           | 15 augustus 1953 | 15 augustus 1957  |            |
| 3                    |            | Chairman of the Joint Chiefs of Staff               | Nathan Twining        | General Nathan Twining (1897–1982)           | 15 augustus 1957 | 30 september 1960 |            |
| 4                    |            | Chairman of the Joint Chiefs of Staff               | Lyman Lemnitzer       | General Lyman Lemnitzer (1899–1988)          | 1 oktober 1960   | 30 september 1962 |            |

Washington ·
J. Adams ·
Jefferson ·
Madison ·
Monroe ·
J.Q. Adams ·
Jackson ·
Van Buren ·
W.H. Harrison ·
Tyler ·
Polk ·
Taylor ·
Fillmore ·
Pierce ·
Buchanan ·
Lincoln ·
A. Johnson ·
Grant ·
Hayes ·
Garfield ·
Arthur ·
Cleveland I ·
B. Harrison ·
Cleveland II ·
McKinley ·
T. Roosevelt ·
Taft ·
Wilson ·
Harding ·
Coolidge ·
Hoover ·
F.D. Roosevelt ·
Truman ·
Eisenhower ·
Kennedy ·
L.B. Johnson ·
Nixon ·
Ford ·
Carter ·
Reagan ·
G.H.W. Bush ·
Clinton ·
G.W. Bush ·
Obama ·
Trump I ·
Biden ·
Trump II